# 水越健
水越健（日语：／ Mizukoshi Ken，1984年5月29日—）是一名日本男性聲優，茨城縣出身，Production Ace所屬。

## 簡歷
2008年自娛樂媒體綜合學院畢業。之後隸屬於Production Ace。
2017年10月22日，在自己的Twitter上宣布已於同年5月結婚。

## 人物
興趣與特長為卡拉OK與肌力訓練。方言為茨城方言。

## 演出作品
※粗體字為主要角色。

### 電視動畫
2013年
- 當不成勇者的我，只好認真找工作了。（千葉·斯普利塔）

2014年
- 風雲維新大將軍（男D）

2015年
- 絕命制裁X（曲勇輔、男、警官）
- 對魔導學園35試驗小隊（黑手黨A、異端審問官A、客C）

2016年
- Active Raid－機動強襲室第八係－（工作人員B）
- Active Raid－機動強襲室第八係－ 2nd（公安）
- 舞武器·舞亂伎 星之巨人（歐美的叔叔）

2017年
- SHADOW OF LAFFANDOR（基斯[6]）
- 咕嚕咕嚕魔法陣（司祭）

2018年
- 卡里古拉（男性教師、計程車司機）
- DEVILSLINE 惡魔戰線（瀧本）
- 鋼彈創鬥者 潛網大戰（隆美爾隊隊員）
- 重神機潘多拉（醫師）
- 暮光幻影（私兵C）
- SSSS.GRIDMAN（工作室男性廣播、現代社會教師）
- 魔法禁書目錄III（佐久辰彥[7]）

2019年
- 飛翔吧！戰機少女（宋叔叔）
- 盾之勇者成名錄（村人）
- COP CRAFT（卡洛、黑衣人、不良、情侶男、串燒店店員、播報員、警官隊、巴斯克斯、塞瑪尼人、弗格森）

2020年
- 巨人族的新娘（玩家B、巨人A、巨人C、側近）
- 科學超電磁砲T（男）
- 炎炎消防隊 貳之章（研究員）
- 暮蟬悲鳴時業（事務員）

2021年
- 奇蛋物語 Wonder Egg Priority（海濱的怪物）
- 工作細胞BLACK（腦細胞〈重役〉）
- 關於我轉生變成史萊姆這檔事 第2期（騎士B）
- 卡片戰鬥先導者 overDress（記者）
- 陰晴不定的體操哥哥（大叔、社長、快遞員、播音員）
- 藍色時期（棒球實況）
- 無職轉生～到了異世界就拿出真本事～（男團員B）
- 大正處女御伽話（賣東西的人）
- Platinum End（男播音員）
- 境界戰機（亞洲軍士兵）
- 陰陽眼見子（怪物）

2022年
- 秘密內幕～女警的反擊～（小弟）
- 里亞德錄大地（閃耀劍士的騎士C）
- 相愛相殺（構成員4）
- 相合之物（Live house MC）
- 薔薇王的葬列（男性B）
- 約會大作戰IV（六喰的父親）
- 東京喵喵 NEW♡（教練、怪物）
- 天籟人偶（士兵B）
- 卡片戰鬥先導者 will+Dress（教師）
- 異世界歸來的舅舅（哥布林）
- 書蟲公主（文官）
- 後宮之烏（主人）
- 黃金神威 第4期（士兵們）
- 戀愛Flops（攝影師）
- 機動戰士鋼彈 水星的魔女（教師、輸送船船員）
- 哆啦A夢（もぎり）
- 我想成為影之強者！（競技場職員）

2023年
- 黃金神威 第4期（宇佐美的父親）
- 銀砂糖師與黑妖精（妖精商人）
- 我想成為影之強者！（路人、黑衣人）
- 英雄王，為了窮盡武道而轉生～而後成為世界最強見習騎士♀～（西歐尼卿、騎士、調理師）
- 小智是女孩啦！（店主）
- 在地下城尋求邂逅是否搞錯了什麼IV 深章 災厄篇（冒險者）
- 和山田談場Lv999的戀愛
- 機戰少女Alice Expansion（整備員C）
- 獻祭公主與獸王（羅格）
- 東京喵喵 NEW♡ 第2期（作業員）
- AI電子基因（助手）
- 奇異賢伴 黑色天使
- 雖然等級只有1級但固有技能是最強的（父）
- 打工吧！！魔王大人（市民）
- 重生者的魔法一定要特別（試驗官）
- 聖女魔力無所不能（典禮官）
- Dr.STONE 新石紀 NEW WORLD（戰士、冰月的父親）
- 川越男子歌唱團（工作人員）
- 聖魔大戰 BIKKURI-MEN（馬里斯的父親）
- 豬肝記得煮熟再吃（騎兵）
- 競速OVERTAKE!（商店街的人）

2024年
- 卡片戰鬥先導者 Divinez（教練）
- 從Lv2開始開外掛的前勇者候補過著悠哉異世界生活（男性2）
- 王牌酒保 神之杯（役員1）
- 黑執事 寄宿學校篇（部下）
- 異世界自殺突擊隊（黑幫B）
- ATRI -My Dear Moments-（石毛）
- 關於我轉生變成史萊姆這檔事 第3期（貴族）
- 烏鴉不擇主（猿）
- 異世界失格（學生的父親）
- 偶像大師 閃耀色彩 2nd season（職員）
- 鴨乃橋論的禁忌推理 2nd Season（衝浪者）
- 魔王2099（黑幫獸人）
- 一兆＄遊戲（觀眾）

2025年
- 異修羅 第2期（血泉艾基雷吉）
- 一兆＄遊戲（男學生）
- 完美到難以接近的聖女遭到解除婚約後被賣到鄰國（店主）
- 黑執事 綠之魔女篇（研究者）
- 我是星際國家的惡德領主！（官員）
- 來到棒球場捕捉我吧！（那波）
- 炎炎消防隊 參之章（船員、播報員）

### 劇場版動畫
2023年
- 歡迎來到駒田蒸餾所（News Value Japan工作人員）

2024年
- Code Geass 奪回的Rozé（管制官、七煌星團員、黑之騎士團兵）

### OVA
2014年
- 夫妻成長日記（河田秀樹）

2022年
- 魔法水果籃 -prelude-（教師）
- 噬血狂襲 FINAL（操作員）

### 網路動畫
2017年
- 怪物彈珠 逐漸消逝的宇宙篇（飛行員）

2022年
- 風都偵探（小弟）
- 電馭叛客：邊緣行者（動物）

### 遊戲
2013年
- 刺客教條IV：黑旗
- 決勝時刻：魅影

2014年
- （綾辻祐）
- 看門狗

2015年
- 樂高漫威超級英雄（驚奇先生）

2017年
- 火線獵殺：野境（[8]）
- 交鋒聯盟
- 怪物彈珠（オペレーションクラブ[9]、P-47[9]、ギョウ・ズィー[9]、ガネーシャ[10]、須東ブル美[9]、イグノー[11]、キカンボCSL[12])

2018年
- D×2 真・女神轉生 Liberation

2020年
- 問答RPG 魔法使與黑貓維茲（シオン）

2022年
- 夢職人與無法忘懷的黑妖精（ベツェル）

2024年
- 勇者鬥惡龍X 未來之門與沉睡的少女 Online（[13]）

## 外部連結
- 水越 健｜声優事務所・タレント事務所｜プロダクション・エース
- 水越健的X（前Twitter）